# Микалента
Микале́нта (лат. mica — слюда + лента) — электроизоляционный материал, получаемый наклеиванием одного или нескольких слоев щипаной слюды (мусковит или флогопит) на специальную тонкую японскую бумагу (микалентную бумагу); разновидность гибкого миканита. Иногда оклеивается слоем бумаги и с другой стороны. Обладает гибкостью в холодном состоянии и значительной механической прочностью на разрыв в продольном направлении до высыхания связующего вещества. Широко применяется в электромашиностроении для изоляции различных обмоток, когда требуется большая электрическая прочность.
В СССР микалента производилась в роликах шириной 12—35 мм, диаметром до 120 мм или в рулонах; толщина 0,08—0,17 мм, содержание слюды не менее 50 %, бумаги — не более 25 %, склеивающих веществ около 15—30 %; эффективное значение пробивной напряжённости электрического поля для различных марок не менее 14—20 кВ/мм; предел прочности при растяжении не менее 1,8—3 кг/мм². Микалента толщиной 0,08 и 0,1 мм обклеивается только с одной стороны. Микалента должна храниться в герметически запаянных банках при температуре 10—35°С. Микалента употребляется как изоляция стержней роторов и якорей, и секций статоров высоковольтных машин.